# Nasty C
Nasty C, pseudonimo di Nsikayesizwe David Junior Ngcobo (Durban, 11 febbraio 1997), è un rapper e cantante sudafricano.

## Biografia
Nasty C ha pubblicato il suo primo album in studio Bad Hair nel settembre 2016. La riedizione del disco ha finito per ottenere due premi Metro FM Music. È stato candidato ai BET Awards nella categoria di Best International Act: Africa.
Il suo secondo LP, intitolato Strings and Bling, ha ricevuto la certificazione di platino dalla Recording Industry of South Africa per le 30 000 unità accumulate. Nasty C ha conseguito la nomination agli MTV Africa Music Awards nella categoria di miglior hip hop. Zulu Man with Some Power (2020), invece, gli ha fruttato un South African Music Award.

## Discografia

### Album in studio
- 2016 – Bad Hair
- 2018 – Strings and Bling
- 2020 – Zulu Man with Some Power
- 2023 – I Love It Here

### Mixtape
- 2022 – Ivyson Army Tour Mixtape

### Singoli
- 2015 – Juice Back
- 2015 – She Loves Me (con Aewon Wolf)
- 2016 – Hell Naw
- 2016 – Download Me (con Aewon Wolf)
- 2017 – Golden
- 2017 – 031
- 2017 – Dance (feat. Tellaman)
- 2018 – King (feat. ASAP Ferg)
- 2018 – Jungle
- 2018 – Legendary
- 2018 – Wuz Dat? (con Boity)
- 2019 – Audemars (con Mishlawi)
- 2019 – SMA (feat. Rowlene)
- 2019 – God Flow (feat. CrownedYung)
- 2020 – There They Go
- 2020 – They Don't (con T.I.)
- 2020 – Eazy
- 2021 – Black and White (con Ari Lennox)
- 2021 – Best I Ever Had
- 2021 – Jack
- 2021 – Why Me? (con Audiomarc e Blxckie)
- 2022 – Stalling
- 2022 – Can't Imagine
- 2022 – Lemons (Lemonade) (con AKA)
- 2022 – No Big Deal
- 2023 – Blackout
- 2023 – Better than This (con Tellaman e Manana)
- 2023 – Fire in the Booth, Pt. 2 (con Charlie Sloth)
- 2023 – No More
- 2023 – Fallin (con Zack Tabudlo)
- 2023 – Crazy Crazy
- 2023 – Prosper in Peace (con Benny the Butcher)
- 2024 – No Regrets (con Blackway)
- 2024 – Sade (con Rotimi e Mayorkun)
- 2024 – Compress
- 2024 – W odpowiednim miejscu (In the Right Place) (con Oskar83)

## Tournée
- 2017/21 – The Ivyson Tour
- 2022 – The Ivyson Army
- 2023 – African Thrones Tour
- 2024 – I Love it Here Tour